# Patrick Melrose
Patrick Melrose je americko-britský televizní seriál z roku 2018, vysílaný na stanicích Showtime (USA) a Sky Atlantic (Spojené království). V titulní roli Patricka Melrose se představil Benedict Cumberbatch. Seriál je založen na sérii zčásti autobiografických románů o britské vyšší společenské třídě od Edwarda St Aubyna. Hlavním příběhem pětidílného seriálu je příběh Patricka Melrose, který se vypořádává s drogovou závislostí, jež vznikla poté, co byl zneužíván svým otcem. 

## Obsazení
- Benedict Cumberbatch jako Patrick Melrose
- Jennifer Jason Leigh jako Eleanor Melrose
- Hugo Weaving jako David Melrose
- Jessica Raine jako Julia
- Pip Torrens jako Nicholas Pratt
- Prasanna Puwanarajah jakos Johnny Hall
- Holliday Grainger jako Bridget Watson Scott
- Indira Varma jako Anne Moore
- Anna Madeley jako Mary Melrose
- Blythe Danner jako Nancy
- Celia Imrie jako Kettle
- Harriet Walter jako Princess Margaret
- Allison Williams jako Marianne
- Morfydd Clark jako Debbie Hickman

## Seznam dílů
| Č. v seriálu | Původní název | Režie         | Scénář         | Premiéra v USA  |
| ------------ | ------------- | ------------- | -------------- | --------------- |
| 1            | Bad News      | Edward Berger | David Nicholls | 12. května 2018 |
| 2            | Never Mind    | Edward Berger | David Nicholls | 19. května 2018 |
| 3            | Some Hope     | Edward Berger | David Nicholls | 26. května 2018 |
| 4            | Mother's Milk | Edward Berger | David Nicholls | 2. června 2018  |
| 5            | At Last       | Edward Berger | David Nicholls | 9. června 2018  |